# Вогера
Вогера (итал. Voghera) — город в Италии, находится в регионе Ломбардия, подчиняется административному центру Павия.
Население составляет 38 426 человек (2004), плотность населения составляет 603 чел./км². Занимает площадь 63 км². Почтовый индекс — 27058. Телефонный код — 0383.
Покровителем коммуны почитается святой Бово Вогерский, празднование 22 мая.
Девиз:  Signo Sacrati Imperi Durabit Viqueria Tempore.

## Известные уроженцы
- Валентино — модельер
- Братья Мазерати — основатели автомобильной компании Maserati
- Эмилио Де Марки (1861—1917) — итальянский оперный певец, тенор.
- Джованни Плана — астроном и математик

## Города-побратимы
- Лайнфельден-Эхтердинген (Германия)
- Маноск (Франция) с 1984 года